# 21234 Накасіма
21234 Накасіма (21234 Nakashima) — астероїд головного поясу, відкритий 16 листопада 1995 року.
Тіссеранів параметр щодо Юпітера — 3,313.
Названо на честь Накасіма (яп. なかしま(中島) накасіма)